# Duáñez
Duáñez es una localidad  y también una entidad local menor españolas de la provincia de Soria partido judicial de Soria,  Comunidad Autónoma de Castilla y León, España. Pueblo de la  Comarca de Campo de Gómara que pertenece al municipio de Candilichera.

## Geografía
Esta pequeña población de la comarca de  Campo de Gómara está ubicada en el centro de la provincia de Soria, al este de la capital y separada por la sierra de Santa Ana.

### Comunicaciones
Localidad situada en la carretera nacional N-234 de Soria a Calatayud, entre Martialay y Ojuel. Camino que en dirección norte nos lleva a Fuentetecha.

## Historia
El Censo de Pecheros de 1528, en el que no se contaban eclesiásticos, hidalgos y nobles, registraba la existencia 10 pecheros, es decir unidades familiares que pagaban impuestos.  En el documento original figura como Dohañe y formaba parte del Sexmo de Arciel.
A la caída del Antiguo Régimen la localidad se constituye en municipio constitucional en la región de Castilla la Vieja, en el partido de Soria,  que en el censo de 1842 contaba con 7 hogares y 28 vecinos, para posteriormente integrarse en Candilichera.

## Demografía
En el año 1981 contaba con 26 habitantes, concentrados en el núcleo principal, pasando a 13 en 2010, 8 varones y 5 mujeres.
| Gráfica de evolución demográfica de Duáñez entre 2000 y 2010                                     |
|                                                                                                  |
| Población de derecho (2000-2010) según los censos de población del INE a 1 de enero de cada año. |

## Patrimonio
Iglesia de la Santa Cruz